# 1922 en Belgique
Chronologie de la Belgique
- 1918
- 1919
- 1920
- 1921
- 1922
- 1923
- 1924
- 1925
- 1926

Cette page recense des événements qui se sont produits durant l'année 1922 en Belgique.

## Chronologie
- 1er mai : entrée en vigueur de l'Union économique belgo-luxembourgeoise[1].
- Fondation de l'Œuvre nationale des aveugles.
- Fondation de la Fédération nationale des infirmières de Belgique.
- Fondation de la Société belge des auteurs, compositeurs et éditeurs (SABAM).

## Culture

### Architecture

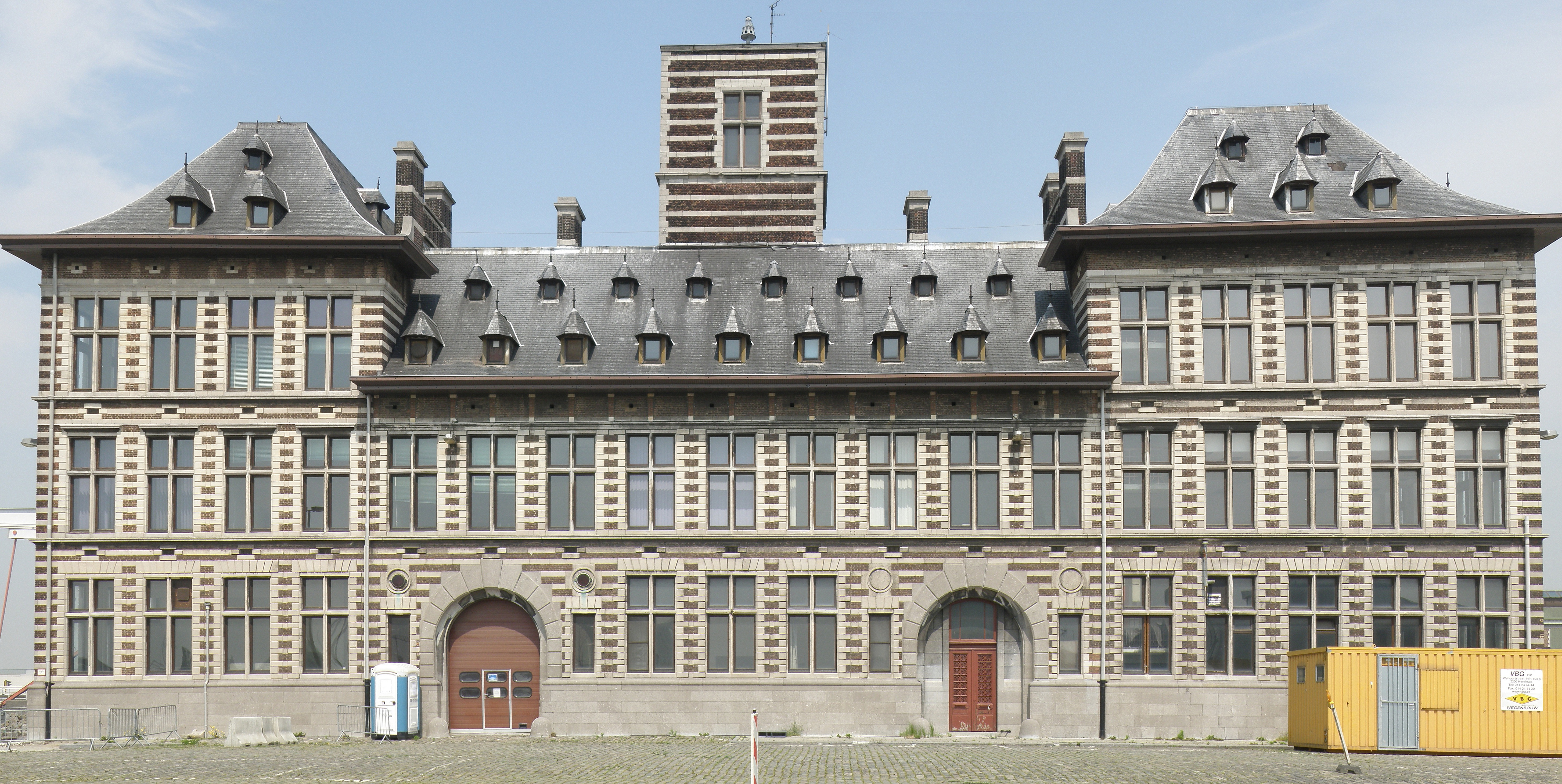
Caserne de pompiers à Anvers (Émile Van Averbeke)
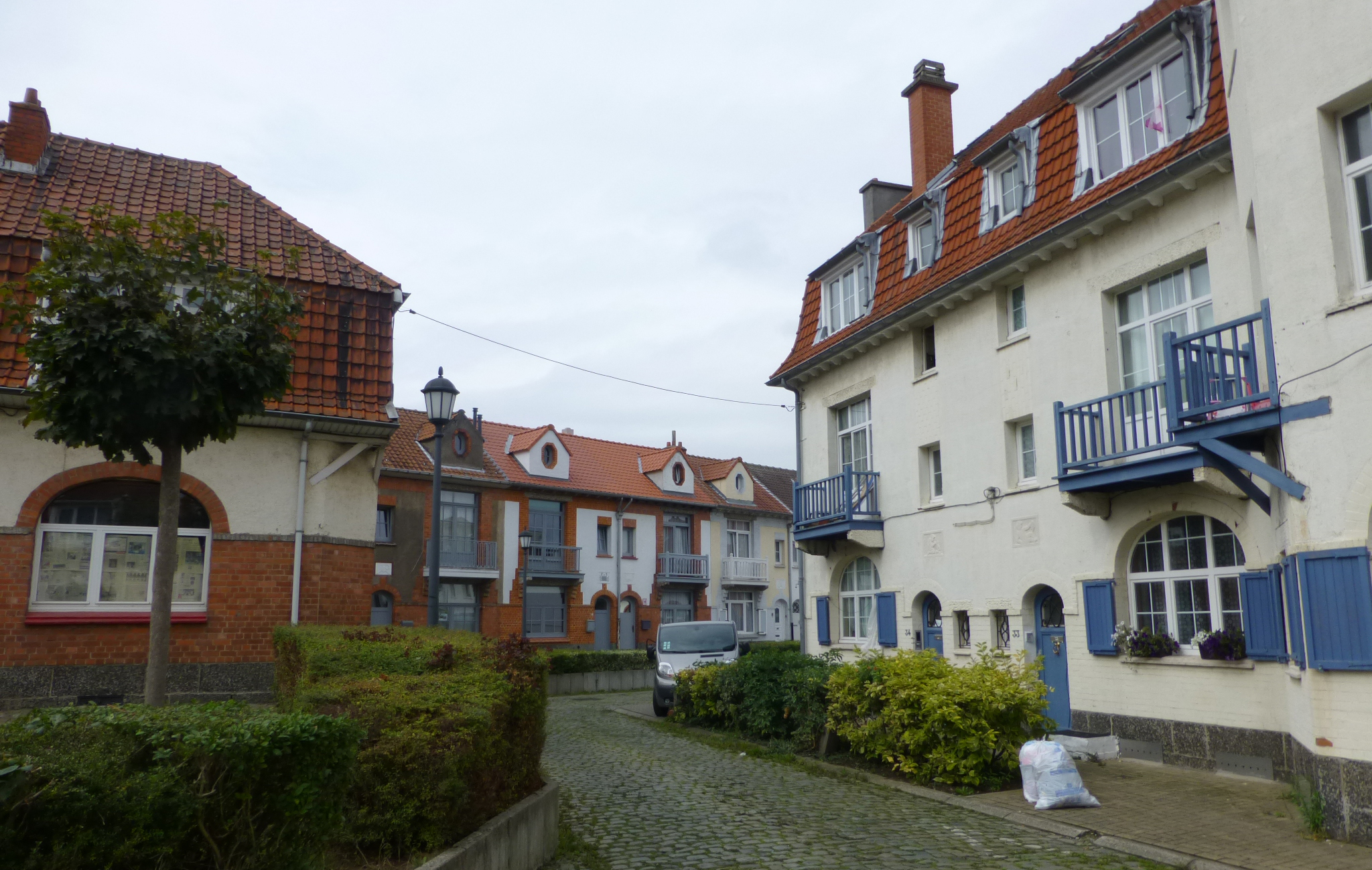
Cité Diongre (Molenbeek-Saint-Jean)

### Littérature
- La Chanson de la rue Saint-Paul et Chansons désabusées, recueils de Max Elskamp[2].
- Dictionnaire, ajoutez un adjectif en ique, recueil d'Henri Vandeputte[3].
- Jazz-band, recueil de Robert Goffin[4].
- Le Vent du soir, recueil de Marie Closset[5].
- Les Visages, pièce de Gustave Vanzype[6].

## Sciences

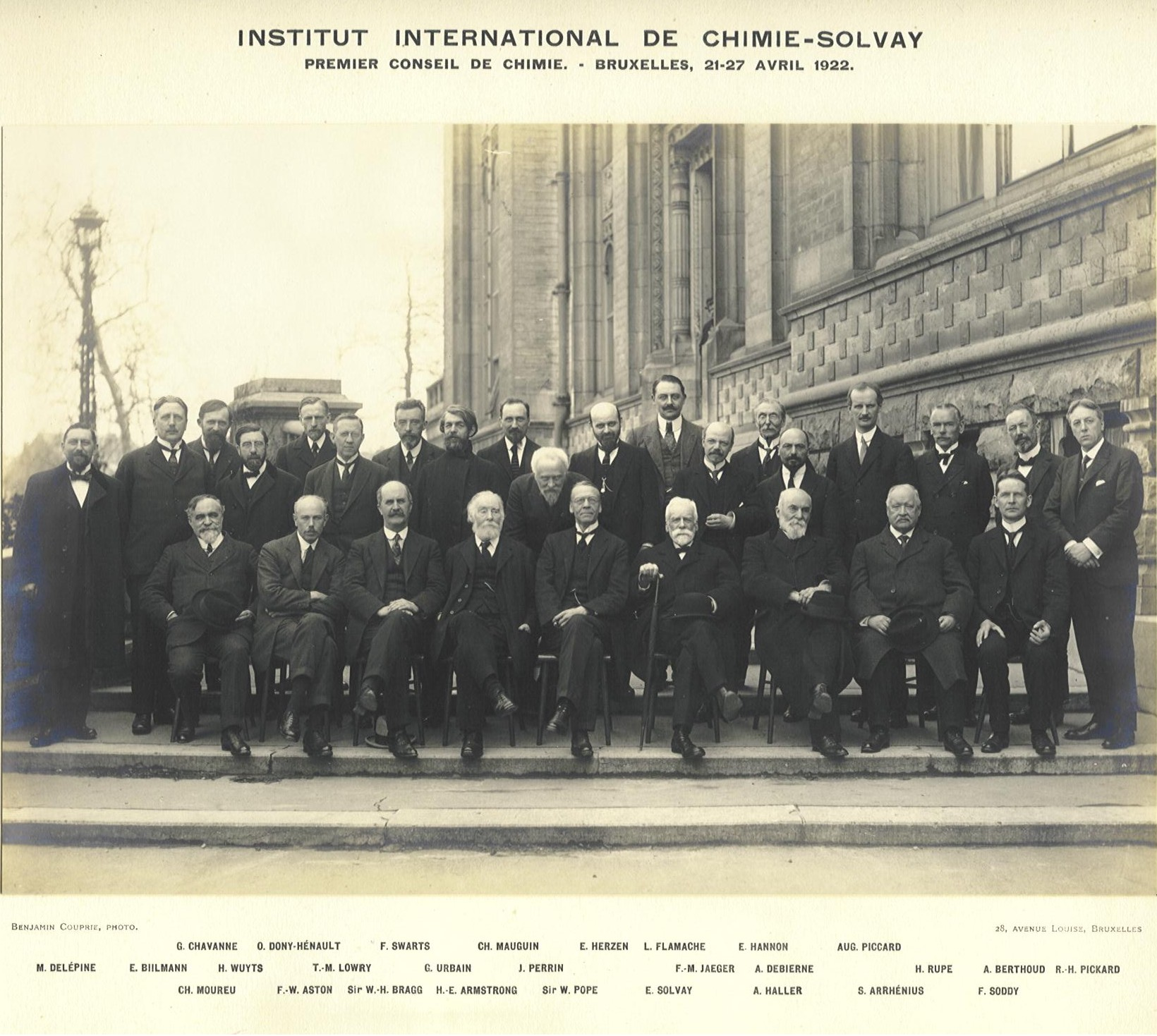
Premier conseil Solvay de chimie, avril 1922.

- Du 21 au 27 avril : premier conseil Solvay de chimie à Bruxelles.
- Fondation du jardin botanique Jean Massart.

## Naissances
- 21 mars : Léon Hannotte, homme politique († 21 février 1978).
- 9 avril : Albert Weinberg, dessinateur de bande dessinée († 29 septembre 2011).
- 16 avril : Leo Tindemans, Premier ministre de 1974 à 1978 († 26 décembre 2014).
- 26 avril : Pol Bury, peintre et sculpteur († 28 septembre 2005).
- 29 avril : Toots Thielemans, musicien de jazz († 22 août 2016).
- 11 mai : Jan Engels, coureur cycliste († 17 avril 1972).
- 10 septembre : André Pieters, coureur cycliste († 22 février 2001).
- 9 novembre :  Raymond Devos, humoriste français d'origine belge († 15 juin 2006).
- 26 novembre : Michel Toussaint, homme politique († 23 mars 2007).
- 28 novembre : Lode Anthonis, coureur cycliste († 12 janvier 1992).
- 1er décembre : Ernest Sterckx, coureur cycliste († 3 février 1975).
- 12 décembre : Christian Dotremont, peintre et poète († 20 août 1979).
- 28 décembre : Antoine Humblet : entrepreneur et homme politique († 25 novembre 2011).

## Décès
- 23 janvier : Émile De Beukelaer, coureur cycliste (° 25 juillet 1865).
- 5 avril, Charles Woeste, homme politique (° 26 février 1837).
- 26 mai : Ernest Solvay, chimiste et industriel (° 16 avril 1838).
- 12 septembre : Évariste Carpentier, peintre (° 2 décembre 1845).
- 26 septembre : Paul de Favereau, homme politique (° 15 janvier 1856).
- 2 novembre : Alexandre Cousebandt d'Alkemade, militaire et homme politique (° 26 avril 1840).
- 22 novembre : Louise De Hem, peintre et pastelliste (° 10 décembre 1866).